# Heike Schulte-Mattler
Heike Schulte-Mattler (z domu Schmidt, ur. 27 maja 1958 w Oberhausen) – niemiecka lekkoatletka specjalizująca się w biegach sprinterskich oraz w skoku w dal, uczestniczka letnich igrzysk olimpijskich w Los Angeles (1984), brązowa medalistka olimpijska w biegu sztafetowym 4 × 400 metrów. W czasie swojej kariery reprezentowała Republikę Federalną Niemiec.

## Sukcesy sportowe
- trzykrotna medalistka mistrzostw RFN w biegu na 400 metrów – srebrna (1985) oraz dwukrotnie brązowa (1981, 1984)[1]
- dwukrotna medalistka mistrzostw RFN w skoku w dal – srebrna (1980) oraz brązowa (1982)[2]

| Rok  | Miasto      | Zawody               | Konkurencja        | Wynik         |
| ---- | ----------- | -------------------- | ------------------ | ------------- |
| 1982 | Ateny       | Mistrzostwa Europy   | sztafeta 4 × 400 m | 4. miejsce    |
| 1984 | Los Angeles | Igrzyska olimpijskie | sztafeta 4 × 400 m | brązowy medal |

## Rekordy życiowe
- bieg na 400 metrów – 52,26 (1982)
- skok w dal – 6,78 – Warszawa 09/06/1980[3]